# المجلس الإسلامي الأعلى (الجزائر)
المجلس الإسلامي الأعلى في الجزائر هيئة استشارية تعمل على الاجتهاد في الأمور التي تخص الجزائريين في حياتهم اليومية وتطوراتها وارتباطاتها بالشريعة الإسلامية.
كان المجلس الإسلامي يتبع وزارة الشؤون الدينية والأوقاف، ويشرف عليه علماء أجلاء و شخصيات دينية مرموقة. فقد ترأسه الراحل مولود قاسم نايت بلقاسم ومن بعده الراحل أحمد حماني وفي سنة 1989، استقل المجلس الأعلى الإسلامي عن وزارة الشؤون الدينية بتعديل دستوري، فارتقى المجلس الإسلامي الأعلى من هيئة تابعة لوزارة إلى مؤسسة دستورية.
يتكون المجلس الإسلامي الأعلى من 15 عضوًا منهم الرئيس، يعينهم رئيس الجمهورية من بين الكفاءات الوطنية العليا في مختلف العلوم.

## أهدافه
- تطوير كل عمل من شأنه أن يشجع و يرقي مجهود التفكير و الاجتهاد.
- جعل الإسلام في مأمن من الحزازات السياسية.
- التذكير بمهمة الإسلام العالمية و التمسك بمبادئه الأصيلة إذ هي تنسجم تماما مع المكونات الأساسية و الطابع الديمقراطي والجمهوري للدولة.
- التكفل بكل المسائل المتصلة بالإسلام التي تسمح بتصحيح الإدراكات الخاطئة و إبراز أسسه الحقيقية و فهمه الصحيح.
- التوجيه الديني و نشر الثقافة الإسلامية من أجل إشعاعها داخل البلاد و خارجها.

## الأعضاء

### 2017
بموجب مرسوم رئاسي مؤرخ في 7 ذي القعدة 1438 الموافق 30 يوليو 2017 تعين السيدتان والسادة الآتية أسماؤهم أعضاء بالمجلس الإسلامي الأعلى:
- كمال بوزيدي
- محمد بوجلال
- وسيلة خلفي
- عبد المالك مرتاض
- عبد القادر بوعرفة
- سعيد بويزري
- سامية قطوش
- المأمون قاسمي الحسني
- بن عمر حمدادو
- مصطفي بن صالح باجو
- عبد الكريم دباغي
- أحمد بن مالك
- يوسف بلمهدي
- مبروك زيد الخير.